# Nucleus RTOS
Nucleus RTOS là hệ điều hành thời gian thực (RTOS) được sản xuất bởi Bộ phận Phần mềm nhúng của Mentor Graphics, một doanh nghiệp con của Siemens, và hỗ trợ nền tảng hệ thống nhúng 32- và 64-bit. Hệ điều hành (OS) này được thiết kế cho các hệ thống nhúng thời gian thực để sử dụng trong các ngành y tế, công nghiệp, tiêu dùng, hàng không vũ trụ và Internet vạn vật (IoT). Nucleus được phát hành lần đầu tiên vào năm 1993. Phiên bản mới nhất là 3.x và bao gồm các tính năng như quản lý năng lượng, mô hình quy trình, hỗ trợ 64-bit, chứng nhận an toàn và hỗ trợ hệ thống đa lõi điện toán không đồng nhất trên bộ xử lý chip (SOC).